# Marilyn Buferd
Marilyn Buferd (Detroit, 30 gennaio 1925 – Austin, 27 marzo 1990) è stata un'attrice statunitense.

## Biografia
È stata Miss America nel 1946. Ha partecipato a parecchi film negli anni cinquanta. La Buferd si è sposata due volte. Nel 1947 viene scritturata per la pellicola di Monicelli Al diavolo la celebrità, primo di una lunga serie di film che girerà in Italia sino alla fine degli anni cinquanta.

## Filmografia parziale
- Al diavolo la celebrità, regia di Mario Monicelli, Steno (1949)
- Maracatumba... ma non è una rumba, regia di Edmondo Lozzi (1949)
- L'inafferrabile 12, regia di Mario Mattoli (1950)
- Tototarzan, regia di Mario Mattoli (1950)
- Io sono il Capataz, regia di Giorgio Simonelli (1951)
- Fuoco nero, regia di Silvio Siano (1951)
- Viva il cinema!, regia di Giorgio Baldaccini ed Enzo Trapani (1952)
- La macchina ammazzacattivi, regia di Roberto Rossellini (1952)
- Quando le donne amano, regia di Christian-Jaque (1952)
- Le belle della notte (Les Belles de nuit), regia di René Clair (1952)
- La presidentessa di Pietro Germi (1952)
- La provinciale, regia di Mario Soldati (1953)
- La cieca di Sorrento, regia di Giacomo Gentilomo (1953)
- Gioventù alla sbarra, regia di Ferruccio Cerio (1954)
- Mizar (Sabotaggio in mare), regia di Francesco De Robertis (1954)
- Tempi nostri - Zibaldone n. 2, regia di Alessandro Blasetti (1954)
- Grisbì (Touchez pas au grisbi), regia di Jacques Becker (1954)
- La casa dei mostri (The Unearthly), regia di Boris Petrof (1957)
- La regina di Venere (Queen of Outer Space), regia di Edward Bernds (1958)

## Doppiatrici italiane
- Rosetta Calavetta in L'inafferrabile 12, Tototarzan, La presidentessa
- Lydia Simoneschi in Al diavolo la celebrità